# Listă de filme produse de Metro-Goldwyn-Mayer
Filmele produse de Metro-Goldwyn-Mayer pe ani:

## Anii 1920
- Greed (1924)
- He Who Gets Slapped (1924)
- Ben-Hur (1925, parțial Technicolor; plus reecranizare in 1959)
- The Big Parade (1925)
- The Monster (1925)
- The Unholy Three (1925)
- La Bohème (1926)
- Flesh and the Devil (1926)
- The Scarlet Letter (1926)
- Love (1927)
- London After Midnight (1927)
- The Wind (1928)
- Our Dancing Daughters (1928, plus continuările, primul film MGM cu "Jackie the Lion")
- Show People (1928)
- The Crowd (1928)
- The Viking (1928, primul film color cu bandă de sunet)
- The Mysterious Island (1929)
- The Broadway Melody (1929, plus mai multe filme din aceeași serie)
- Hallelujah! (1929)
- The Hollywood Revue of 1929 (1929)
- Their Own Desire (1929)

## Anii 1930
- The Rogue Song (1930, primul film complet color, vorbit produs de MGM)
- Washington Road (1930, al doilea film complet color, vorbit produs de MGM; un film serial)
- Anna Christie (1930)
- The Divorcee (1930)
- The Big House (1930)
- Min and Bill (1930)
- Good News (1930)
- Lord Byron of Broadway (1930)
- The Champ (1931, plus reecranizare in 1979)
- A Free Soul (1931)
- Mata Hari (1931)
- Grand Hotel (1932)
- Tarzan the Ape Man (1932, plus continuăris)
- Freaks (1932)
- Smilin' Through (1932)
- Red-Headed Woman (1932)
- Dancing Lady (1933)
- Dinner at Eight (1933)
- Queen Christina (1933)
- The Barretts of Wimpole Street (1934, plus reecranizare in 1956)
- The Thin Man (1934, plus continuări)
- Tarzan and His Mate (1934)
- The Merry Widow (1934)
- Viva Villa! (1934)
- Hollywood Party (1934, primul film MGM cu "Tanner the Lion")
- Babes in Toyland (1934)
- The Cat and the Fiddle (1934)
- Anna Karenina (1935)
- A Night at the Opera (1935)
- David Copperfield (1935)
- Mutiny on the Bounty (1935, plus reecranizare in 1962)
- Naughty Marietta (1935)
- Ah, Wilderness! (1935)
- A Tale of Two Cities (1935)
- Broadway Melody of 1936 (1935)
- Romeo and Juliet (1936)
- Rose Marie (1936)
- San Francisco (1936)
- Tarzan Escapes (1936)
- Camille (1936)
- The Great Ziegfeld (1936)
- Libeled Lady (1936)
- Maytime (1937)
- A Day at the Races (1937)
- Captains Courageous (1937)
- The Good Earth (1937)
- Conquest (1937)
- Rosalie (1937)
- The Firefly (1937)
- The Girl of the Golden West (1938)
- Test Pilot (1938)
- A Christmas Carol (1938)
- Sweethearts (1938)
- Boys Town (1938)
- Marie Antoinette (1938)
- The Citadel (1938)
- Babes in Arms (1939)
- Tarzan Finds a Son! (1939)
- At the Circus (1939)
- Pe aripile vântului (Gone with the Wind) 1939
- The Wizard of Oz (1939)
- The Stars Look Down (1939, numai distribuția)
- Goodbye, Mr. Chips (1939, plus reecranizare in 1969)
- The Women (1939)
- Ninotchka (1939, plus reecranizare in 1957)
- It's a Wonderful World (1939)
- Broadway Serenade (1939)

## Anii 1940
- The Shop Around the Corner (1940)
- Go West (1940)
- The Philadelphia Story (1940, plus reecranizare High Society, 1956)
- The Mortal Storm (1940)
- Boom Town (1940)
- Northwest Passage (1940)
- Waterloo Bridge (1940)
- Pride and Prejudice (Mândrie și prejudecată) (1940)
- New Moon (1940)
- Bitter Sweet (1940)
- Blossoms in the Dust (1941)
- Ziegfeld Girl (1941)
- Lady Be Good (1941)
- Smilin' Through (1941)
- Dr. Jekyll and Mr. Hyde (1941)
- Tarzan's Secret Treasure (1941)
- Cairo (1942)
- I Married an Angel (1942)
- For Me and My Gal (1942)
- Woman of the Year (1942)
- Tarzan's New York Adventure (1942)
- Mrs. Miniver (1942)
- The Pride of the Yankees (1942)
- Random Harvest (1942)
- Madame Curie (1943)
- Cabin in the Sky (1943)
- A Guy Named Joe (1943)
- Lassie Come Home (1943)
- The Human Comedy (1943)
- Best Foot Forward (1943)
- Gaslight (1944)
- Meet Me in St. Louis (1944)
- Thirty Seconds over Tokyo (1944)
- The White Cliffs of Dover (1944)
- National Velvet (1944)
- The Picture of Dorian Gray (1945)
- The Valley of Decision (1945)
- Anchors Aweigh (1945)
- The Harvey Girls (1946)
- The Yearling (1946)
- The Green Years (1946)
- Ziegfeld Follies (1946)
- Till the Clouds Roll By* (1946)
- The Postman Always Rings Twice (1946)
- The Secret Heart (1946)
- Lady in the Lake (1947)
- The Pirate (1948)
- Easter Parade (1948)
- A Date with Judy (1948)
- Three Daring Daughters (1948)
- The Barkleys of Broadway (1949)
- On the Town (1949)
- Adam's Rib (1949)
- Neptune's Daughter (1949)
- Battleground (1949)
- Little Women (1949)
- The Sun Comes Up (1949)
- The Secret Garden (1949)

## Anii 1950
- A Life of Her Own (1950)
- King Solomon's Mines (1950)
- Annie Get Your Gun (1950)
- Three Little Words (1950)
- Nancy Goes to Rio (1950)
- The Toast of New Orleans (1950)
- Summer Stock (1950)
- Father of the Bride (1950, plus continuarea din 1951)
- The Red Badge of Courage (1951)
- Show Boat (1951)
- An American in Paris (1951)
- Royal Wedding* (1951)
- Father's Little Dividend* (1951) (continuare a Father of the Bride)
- Cause for Alarm!* (1951)
- Vengeance Valley* (1951)
- Angels in the Outfield (1951)
- Quo Vadis (1951)
- The Great Caruso (1951)
- Singin' in the Rain (1952)
- The Bad and the Beautiful (1952)
- Ivanhoe (1952)
- The Band Wagon (1953)
- Dangerous When Wet* (1953)
- Kiss Me, Kate (1953)
- Knights of the Round Table (1953)
- Julius Caesar (1953)
- Mogambo (1953)
- Seven Brides for Seven Brothers (1954)
- The Student Prince (1954)
- Brigadoon (1954)
- Rhapsody (1954)
- Athen (1954)
- The Last Time I Saw Paris* (1954)
- The Long, Long Trailer (1954)
- Deep in My Heart (1954)
- Blackboard Jungle (1955)
- Hit the Deck (1955)
- I'll Cry Tomorrow (1955)
- Interrupted Melody (1955)
- The Prodigal (1955)
- Love Me or Leave Me (1955)
- Kismet (1955)
- Guys and Dolls (1955, distribuitor original, deținut în prezent de MGM prin achiziția a The Samuel Goldwyn Company)
- The Adventures of Quentin Durward (1955)
- Forbidden Planet (1956)
- High Society (1956, ultimul film MGM cu "Jackie the Lion") (reecranizare muzicală a The Philadelphia Story)
- The Teahouse of the August Moon (1956, ultimul film MGM cu "Tanner the Lion")
- Jailhouse Rock (1957)
- Raintree County (1957)
- Silk Stockings (1957, primul film MGM cu "Leo the Lion") (musical reecranizare of Ninotchka)
- Cat on a Hot Tin Roof (1958)
- Gigi (1958)
- The Brothers Karamazov (1958)
- Ben-Hur (1959, reecranizare a filmului din 1925)
- North by Northwest (1959)

## Anii 1960
- BUtterfield 8 (1960)
- Where the Boys Are (1960)
- Cimarron (1960)
- The Last Voyage (1960)
- King of Kings (1961)
- How the West Was Won (1962)
- Four Horsemen of the Apocalypse (1962)
- The Courtship of Eddie's Father (1963)
- The Haunting (1963)
- The Yellow Rolls-Royce (1964)
- Viva Las Vegas (1964)
- The Americanization of Emily (1964)
- The Unsinkable Molly Brown (1964)
- The Cincinnati Kid (1965)
- Doctor Zhivago (1965)
- Blow-Up (1966) (distribuitor)
- Grand Prix (1966)
- The Glass Bottom Boat (1966)
- Hot Rods to Hell (1967)
- Point Blank (1967)
- The Dirty Dozen (1967)
- Dark of the Sun (1968)
- 2001: A Space Odyssey (1968)
- Ice Station Zebra (1968)
- Where Eagles Dare (1968)
- The Green Slime (1968)
- Goodbye, Mr. Chips (1969)
- A Boy Named Charlie Brown  (1969)

## Anii 1970
- Kelly's Heroes (1970)
- Brewster McCloud (1970)
- House of Dark Shadows (1970)
- Fiica lui Ryan (Ryan's Daughter, 1970)
- Elvis: That's the Way It Is (1970)
- Dirty Dingus Magee (1970)
- The Phantom Tollbooth (1970)
- Zabriskie Point (1970)
- Night of Dark Shadows (1971)
- Shaft (1971)
- The Boy Friend (1971, coproducție cu EMI Films)
- Savage Messiah (1972)
- Private Parts (1972)
- Night of the Lepus (1972)
- Elvis On Tour (1972)
- Soylent Green (1973)
- Westworld (1973)
- That's Entertainment! (1974)
- The Passenger (1975)
- The Wind and the Lion (1975, coproducție cu Columbia Pictures)
- The Sunshine Boys (1975)
- Logan's Run (1976)
- That's Entertainment, Part II (1976)
- Network (1976, coproducție cu United Artists)
- The Goodbye Girl (1977, coproducție cu Warner Bros.)
- Corvette Summer (1978)
- Coma (1978)
- The Champ (1979) (reecranizare a filmului din 1931)

## Anii 1980
- Fame (1980, coproducție cu United Artists)

(companie cunoscută ca MGM/UA Entertainment Co. și Metro-Goldwyn-Mayer Film Co.)
- He Knows You're Alone (1980, plus reecranizare in 2009)
- Pennies From Heaven (1981)
- Clash of the Titans (1981)
- Tarzan, the Ape Man (1981)
- Diner (1982)
- Inchon (1982)
- Pink Floyd The Wall (1982) (distribuitor)
- Victor/Victoria (1982) (distribuitor, produs de Ladbrokes Entertainment)
- Poltergeist (1982)
- My Favorite Year (1982)
- Brainstorm (1983)
- A Christmas Story (1983)
- Rock & Rule (1983)
- The Hunger (1983)
- Breakin' (1984, distribution)
- 2010 (1984)
- Gymkata (1985)
- Poltergeist II: The Other Side (1986, primul film după desprinderea de Turner, toate filmele de aici încoace deținute de MGM)
- Spaceballs (1987)
- Moonstruck (1987)
- Overboard (1987)
- A Fish Called Wanda (1988)
- Killer Klowns From Outer Space (1988)
- Poltergeist III (1988)
- The January Man (1989)
- For Queen and Country (1989) (distribuitor)
- Leviathan (1989)
- The Mighty Quinn (1989)
- A Dry White Season (1989)

## Anii 1990
(compania e cunoscută ca Metro-Goldwyn-Mayer și Metro-Goldwyn-Mayer Pictures)
- The Russia House (1990)
- Shattered (1991)
- Harley Davidson and the Marlboro Man (1991)
- Thelma & Louise (1991)
- The Cutting Edge (1992)
- Of Mice and Men (1992)
- Benny & Joon (1993)
- Meteor Man (1993)
- Blown Away (1994)
- Getting Even with Dad (1994)
- Stargate (1994, numai distribuție în cinematografe)
- That's Entertainment! III (1994, numai filmele MGM produse după 1986 pentru a fi distribuite de Turner Entertainment și Warner Bros. pe video și DVD)
- Get Shorty (1995)
- Species (1995)
- The Pebble and the Penguin (1995)
- All Dogs Go to Heaven 2 (1996)
- Kingpin (1996, coproducție cu Rysher Entertainment)
- Turbulence (1997) (coproducție cu Rysher Entertainment)
- Zeus and Roxanne (1997) (coproducție cu Rysher Entertainment)
- Species II (1998)
- The World Is Not Enough (1999)
- The Thomas Crown Affair (1999)
- The Mod Squad (1999)

## Anii 2000
- Supernova (2000)
- Original Sin (2001)
- Antitrust (2001)
- Josie and the Pussycats (2001) (coproducție cu Universal Pictures)
- Hannibal (2001, coproducție cu Universal Pictures and Dino De Laurentiis Company - DDLC)
- Hart's War (2001)
- Vampire Hunter D: Bloodlust (2001, distribuție, cu Urban Vision Entertainment)
- Legally Blonde (2001, plus continuări in 2003)
- Barbershop (2002)
- Crocodile Hunter: Collision Course (2002)
- Die Another Day (2002)
- Rollerball (2002)
- Windtalkers (2002)
- Anything Else (2003) (Numai distribuție în Regatul Unit)
- Luther (2003)
- Agent Cody Banks (2003, plus continuări in 2004)
- Good Boy! (2003)
- Sakura Wars: The Movie (2003, with Geneon Entertainment)
- De-Lovely (2004)
- Agent Cody Banks 2: Destination London (2004)
- Walking Tall (2004)
- Swimming Upstream (2005)
- Be Cool (2005)
- Beauty Shop (2005)
- The Brothers Grimm (2005) (coproducție cu Dimension Films)
- Into the Blue (2005) (coproducție cu Columbia Pictures)
- Yours, Mine and Ours (2005) (coproducție cu Paramount Pictures, Nickelodeon Movies și Columbia Pictures; reecranizare a filmului din 1968 cu același nume)
- The Amityville Horror (2005, cu Dimension Films)
- Dark Angel (2006, coproducție cu Dimension Films)
- The Pink Panther (2006) (coproducție cu Columbia Pictures)
- Basic Instinct 2 (2006) (coproducție cu Intermedia Films and C2 Pictures)
- Lucky Number Slevin (2006, numai distribuție în SUA) (produs de The Weinstein Company)
- Stormbreaker (2006, numai distribuție în SUA) (produs de The Weinstein Company and Isle of Man Film)
- Casino Royale (2006) (coproducție cu Columbia Pictures și EON Productions)
- Material Girls (2006)
- Harsh Times (2006)
- Rocky Balboa (2006) (coproducție cu Columbia Pictures și Revolution Studios)
- Clerks II (2006) (Numai distribuție în SUA, produs de The Weinstein Company)
- Flyboys (2006) (distribuitor)
- School For Scoundrels (2006, cu Dimension Films) (Produs de The Weinstein Company)
- Arthur and the Invisibles (2007) (numai distribuție în cinematografe din SUA)
- Blood and Chocolate (2007, with Lakeshore Entertainment)
- Premonition (2007) (coproducție cu TriStar Pictures și Hyde Park Entertainment)
- The Flying Scotsman (2007) (distribuitor)
- The Ex (Numai distribuție) (produs de the The Weinstein Company)
- 1408 (2007) (Numai distribuție) (produs de Dimension Films, cu The Weinstein Company)
- Mr. Brooks (2007)
- Who's Your Caddy? (2007) (Numai distribuție; produs de Our Stories Films și Dimension Films)
- Death at a Funeral (2007)
- Rescue Dawn (2007)
- The Feast of Love (2007)
- Halloween (2007) (Numai distribuție; produs de Dimension Films)
- Lions for Lambs (2007) (Numai distribuție; produs de United Artists)
- Charlie Bartlett (2008)
- Stargate: The Ark of Truth
- Superhero Movie (Numai distribuție; produs de Dimension Films) (2008)
- Pathology (produs de Lakeshore Entertainment) (2008)
- Deal (produs de Tag Entertainment) (2008)
- Stargate: Continuum (2008)
- College (2008)
- The Longshots (Numai distribuție în SUA; produs de Dimension Films) (2008)
- Vicky Cristina Barcelona (Numai distribuție în SUA; produs de Weinstein Company) (2008)
- Igor (2008)
- Quantum of Solace (2008) (coproducție cu Columbia Pictures și EON Productions) (2008)
- The Other End of the Line (2008)
- Soul Men (Numai distribuție; produs de Dimension Films) (2008)
- Valkyrie (Numai distribuție în SUA, codistribuit de United Artists) (2008)
- The Pink Panther 2 (coproducție cu Columbia Pictures) (2009)

## Anii 2010
- Teleportați în adolescență (2010)
- Spud (2010)
- Zookeeper (2011)
- Fata cu dragon tatuat (2011)
- 007: Coordonata Skyfall (2012) (coproducție cu Columbia Pictures și Eon Productions)
- Hobbitul: O călătorie neașteptată (2012) (coproducție cu New Line Cinema și WingNut Films)
- G.I. Joe: Represalii (2013) (coproducție cu Hasbro)
- Hobbitul: Dezolarea lui Smaug (2013) (coproducție cu New Line Cinema și WingNut Films)
- Hercules (2014)
- 22 Jump Street (coproducție cu Columbia Pictures) (2014)
- RoboCop (2014) (coproducție cu Columbia Pictures și Strike Entertainment)
- Hobbitul: Bătălia celor cinci armate (2014) (coproducție cu New Line Cinema și WingNut Films)
- Teleportați în adolescență 2 (2015) (coproducție cu Paramount Pictures)
- Spectre (coproducție cu Columbia Pictures și Eon Productions) (2015)
- Creed (2015) (coproducție cu New Line Cinema)
- Cei șapte magnifici (2016, reecranizare a filmului din 1960)
- Tomb Raider (2018) (coproducție cu Square Enix și GK Films)
- S-a născut o stea (2018)
- Prizonieră în pânza de păianjen (2018) (coproducție cu Columbia Pictures)
- Creed II (2018)
- Familia Addams (2019)

## Anii 2020
- Bill și Ted salvează universul (2020)
- Furia unui om periculos (2021, coproducție cu Miramax)
- Snake Eyes (2021) (coproducție cu Paramount Pictures și Entertainment One)
- Familia Addams 2 (2021)
- Nu e vreme de murit (2021) (coproducție cu EON Productions)
- Casa Gucci (2021)
- Creed III (2023)
- The Beekeeper (2024) (coproducție cu Miramax)
- Red One (2024)
- A Working Man (2025)

## Viitoare
- Project Hail Mary (2026)
- Masters of the Universe (2026) (coproducție cu Mattel Studios și Escape Artists)